# Eicochalcidina golbachi
Eicochalcidina golbachi är en tvåvingeart som beskrevs av James 1967. Eicochalcidina golbachi ingår i släktet Eicochalcidina och familjen vapenflugor. Inga underarter finns listade i Catalogue of Life.